# فرديناند بايهر
فرديناند بايهر (بالإنجليزية: Ferdinand Baehr)‏ هو سياسي أمريكي، ولد في 1822، وتوفي في 1892. حزبياً، نشط في الحزب الجمهوري.